# Cattedrale di Old Sarum
L'antica Cattedrale di Old Sarum era un edificio religioso costruito in stile romanico-normanno ad Old Sarum, vicino al luogo ove si trova oggi la moderna città di Salisbury, nello  Wiltshire, che divenne sede episcopale della diocesi di Old Sarum. Sostituita dall'attuale cattedrale di Salisbury nel 1220, oggi ne rimangono solo le fondamenta.

## Storia
Dopo la conquista normanna dell'Inghilterra nel 1066, Guglielmo il Conquistatore utilizzò la fortezza di collina di Old Sarum, già utilizzata dai romani con il nome di Sorviodunum e successivamente dagli Anglosassoni, come base per le sue operazioni militari. Guglielmo trasferì la sede anglosassone della diocesi dall'Abbazia di Sherborne ad Old Sarum, assegnando al proprio nipote Osmundo la carica di cancelliere del re e quella di vescovo di Old Sarum, incaricandolo di erigere colà una nuova cattedrale.
Osmundo riuscì a portare a termine la costruzione della cattedrale nel 1092.
Tuttavia, solo cinque giorni dalla sua consacrazione, la nuova cattedrale subì seri danni alla copertura a causa di una violenta tempesta. Il successore di Osmundo, Ruggero di Salisbury, ripristinò la cattedrale ampliandone alcune parti.
Tuttavia la località di Old Sarum, più fortezza che città, era fortemente esposta ed aveva problemi di rifornimento idrico.
Nel 1219 i limiti di spazio sul colmo della collina erano divenuti causa di dispute, con la cattedrale ed il castello molto vicini fra loro ed i rispettivi capi in perenne conflitto. Quando gli uomini del vescovo Herbert Poore vennero tenuti fuori dalla fortezza sulla collina dagli uomini del re, Poore chiese formalmente lo spostamento della cattedrale.
Un progetto per spostare la cattedrale era già stato redatto per il re Riccardo I nel 1194. La disposizione ufficiale del re per la distruzione della cattedrale, che sarebbe stata sostituita da una nuova, sita nella pianura sottostante, sulla riva dell'Avon, venne emessa e il trasloco iniziò nel 1219.
Nel 1220 veniva consacrata, ancorché incompleta, la nuova cattedrale, che fu terminata nel 1258 in stile gotico primitivo inglese.
La licenza per l'erezione del muro che chiudeva la cattedrale, utilizzando quel che rimaneva dei resti della cattedrale di Old Sarum, venne concessa nel 1327 ed il muro fu terminato nel 1331.

## Struttura
La cattedrale normanna di Old Sarum aveva una lunghezza di 56 metri da cima a fondo, dimensioni inferiori a quelle in uso per le cattedrali erette a quei tempi. Di pianta cruciforme, aveva una navata di sette campate con pilastri a sezione di croce, un'abside ed una torre centrale. Vi trovavano posto numerose cappelle.

## Note

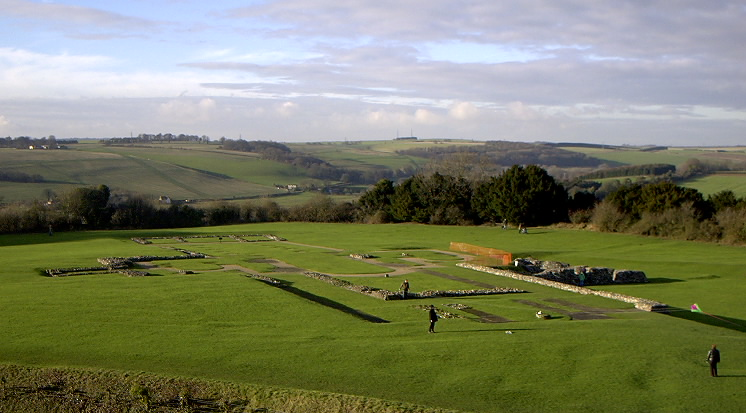
Fondamenta della cattedrale viste dal castello